# Plocksten
Plocksten i Lämmetorp i Finspångs kommun, är ett känt offerkast med många sägner omkring sig. Själva platsen Plocksten är ett offerkast bestående av ett block av 3 meters bredd, 2 meters tjocklek och 2 meters höjd, helt övertäckt till tre meters höjd. Ris påkastas än idag (2005). 
- Enligt en sägen skall tre barn ha blivit mördade här.
- En annan sägen säger följande: Öster ut från byn Lämmetorp på dess mark är en sten, som de förr alltid skulle kasta sten eller skräp på, när de gick förbi. Om detta har jag hört en händelse. En gång hade tre pojkar från byn, som vallade kreatur i skogen kommit överens om att en av dem skulle dödas. De drog lott om vem det skulle bli. Den utsedde var ängslig om morgonen när han gick hemifrån och tog inte matsäcken med sig. En äldre på stället tyckte detta var underligt och sprang efter pojken för att se vad det kunde vara. På vägen fick han syn på att en svart bagge som satt fast med hornen i en granbuske. Han hjälpte baggen loss, men när han satte sig fast en gång till, anade han sattyg och sprang vidare utan att bry sig om baggen. Han hann precis till den plats där pojkarna samlats, för att förhindra att den dödsdömde togs av daga. Det var vid den i idag så kallade Plocksten. "Dä va allt rätte baggen, som satt fast säj."

(Uppgifter från Anders Petter Andersson född 1853 i Risinge socken) till Nordiska Museet.'